# بخش مرکزی شهرستان کهک
بخش مرکزی، یکی از بخش‌های شهرستان کهک در استان قم ایران است. مرکز این بخش، شهر کهک است.

## تقسیمات کشوری
- بخش مرکزی شهرستان کهک
  - دهستان کهک
  - دهستان کرمجکان

شهر: کهک

## جمعیت
جمعیت بخش مرکزی شهرستان کهک بر اساس سرشماری عمومی نفوس و مسکن در سال ۱۳۹۵ برابر با ۱۷٬۱۰۶ نفر بوده‌است.

## تغییر نام بخش
همچنین نام این بخش مدتی نوفل لوشاتو بود که برگرفته از روستای نوفل‌لوشاتو در نزدیکی پاریس بوده که اقامگاه سید روح‌الله خمینی برای چند ماه بوده‌است. در تاریخ ۹۷/۱۲/۲۶ با تصویب هیئت دولت دوباره اسم این بخش از نوفل لوشاتو به کهک بازگشت.